# 陳槱順

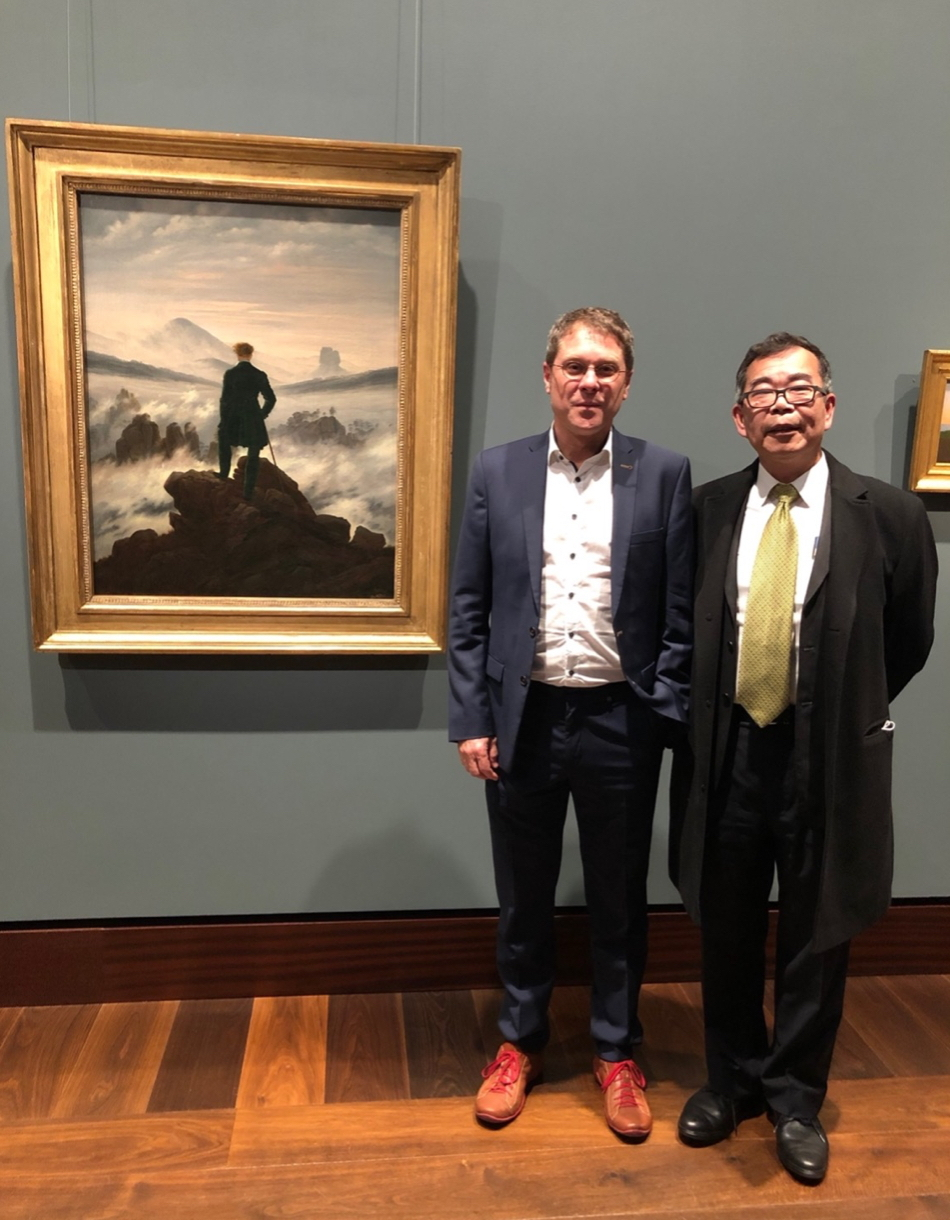
2021年11月，駐漢堡辦事處長陳槱順會見漢堡美術館長亞歷山大·克拉爾。

陳槱順，中華民國外交官，已婚。
畢業於輔仁大學德國語文研究所碩士，曾任行政院新聞局聯絡室科長、駐奧地利台北經濟文化代表處／駐德國台北代表處新聞組長、行政院新聞局秘書、外交部領事事務局臺灣桃園國際機場辦事處副主任等職務，現任駐德國臺北代表處漢堡辦事處總領事銜處長。
| 外交職務      | 外交職務                        | 外交職務 |
| ------------- | ------------------------------- | -------- |
| 前任： 羅美舜 | 中華民國駐漢堡處長 2021年10月－ | 繼任： ' |